# Doria ecuadoriana
Doria ecuadoriana är en insektsart som beskrevs av Schmidt 1904. Doria ecuadoriana ingår i släktet Doria och familjen Flatidae. Inga underarter finns listade i Catalogue of Life.